# UTC−02:30

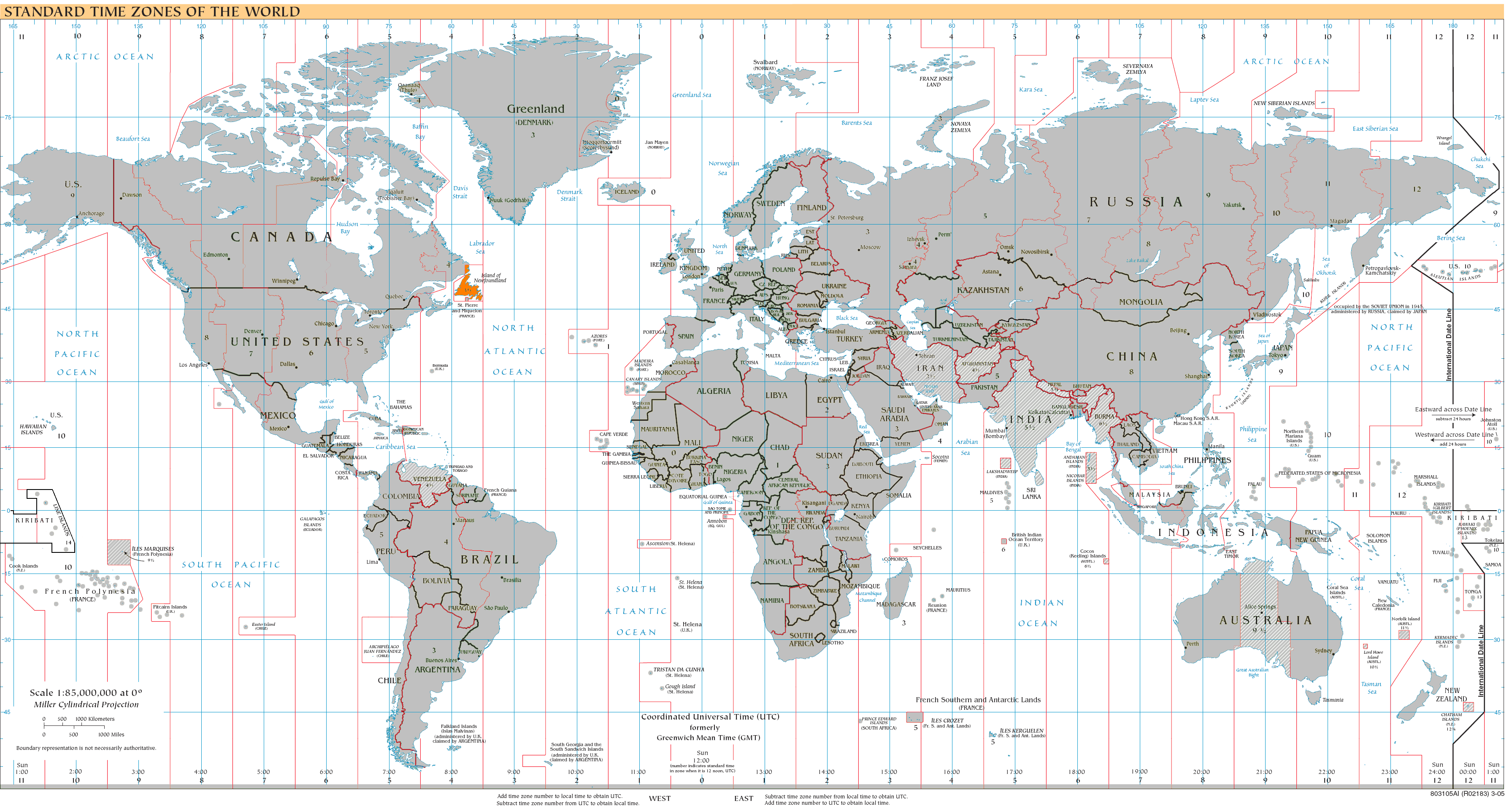
území, kde čas UTC-02:30 platí celoročně
území, kde čas UTC-02:30 platí sezónně v zimním období
území, kde čas UTC-02:30 platí sezónně v letním období
území, kde čas UT-02:30 neplatí
mořské plochy spadající do pásma UTC-02:30
mořské plochy nespadající do pásma UTC-02:30
Poznámka: Stav k roku 2008

UTC−02:30 je zkratka a identifikátor časového posunu o -2½ hodiny oproti koordinovanému světovému času. Tato zkratka je všeobecně užívána.
Zkratka se často chápe ve významu časového pásma s tímto časovým posunem. Tento čas je neobvyklý a jeho odpovídajícím řídícím poledníkem je 37°30′ západní délky, čemuž odpovídá teoretický rozsah pásma mezi 30° a 45° západní délky.

## Jiná pojmenování
| zkratka | česky | anglicky                   | poznámka                  | odkaz |
| NDT     | -     | Newfoundland Daylight Time | viz časová pásma v Kanadě | [ 3 ] |

## Úředně stanovený čas
Čas UTC−02:30 je používán na následujících územích.

### Sezónně platný čas
- Kanada — letní čas platný[p 7] na části území (Newfoundland a Labrador) posunutý o hodinu oproti standardnímu času[p 8]

## Neoficiální čas
Místo tohoto času se na větší části poloostrova Labrador patřící provincii Newfoundland a Labrador užívá v letním období čas UTC−03:00.